# 穆列什河畔聖克拉尤鄉

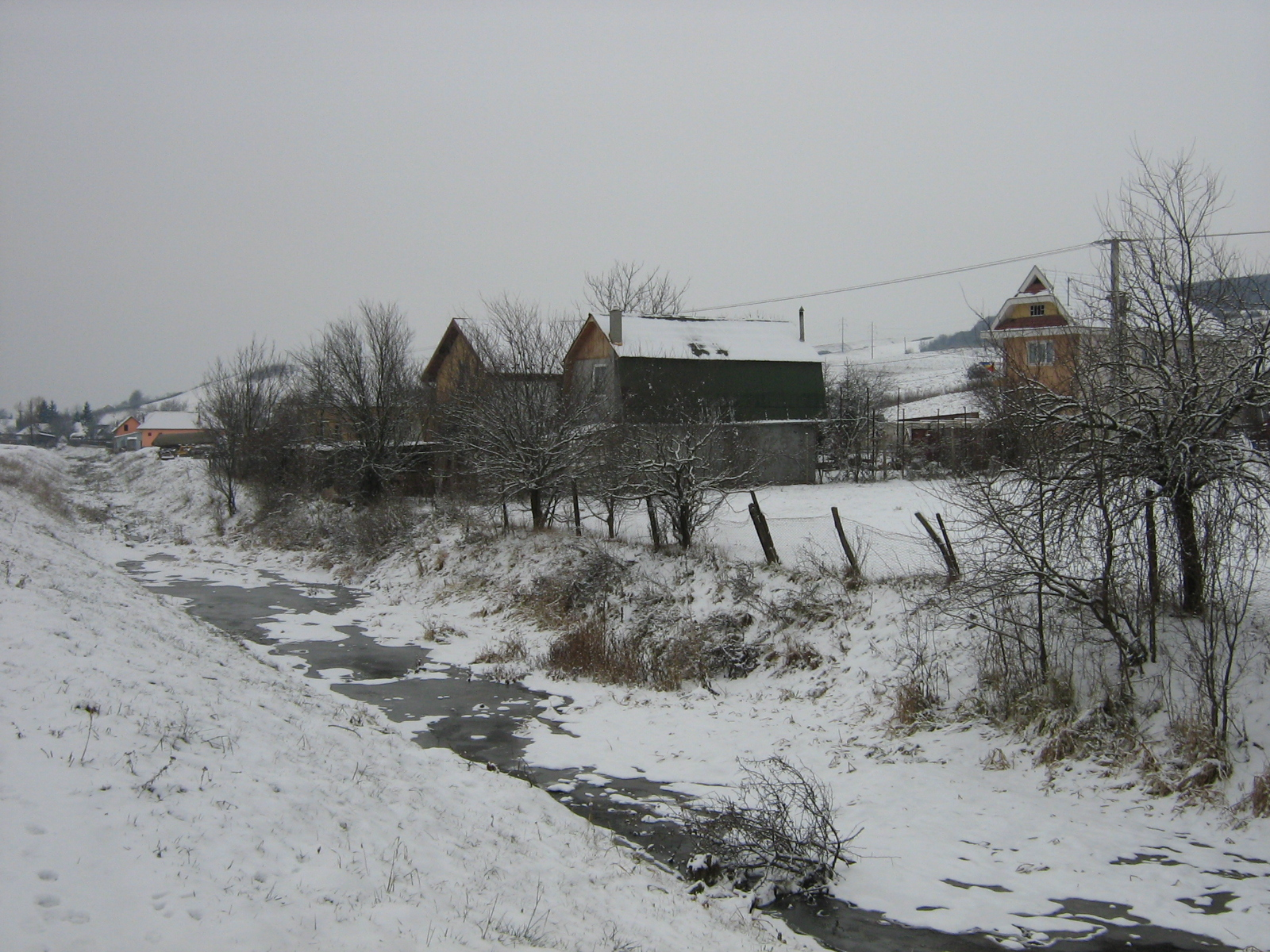

46°33′N 24°31′E / 46.55°N 24.52°E
穆列什河畔聖克拉尤鄉（羅馬尼亞語：Comuna Sâncraiu de Mureș, Mureș），是羅馬尼亞的鄉份，位於該國中部，由穆列什縣負責管轄，面積21平方公里，海拔高度307米，2007年人口6,861，人口密度每平方公里333人。